# Jonny Williams
Jonathan Peter Williams (Pembury, Kent, Inglaterra, 9 de octubre de 1993) es un futbolista galés que juega de centrocampista en el Gillingham F. C. de la English Football League Two.
Formó parte del plantel que participó en la Eurocopa 2016 con Gales.

## Trayectoria

### Crystal Palace
Formado en las inferiores del Crystal Palace, debutó con el primer equipo el 16 de agosto de 2011, entrando al segundo tiempo del encuentro en casa contra el Coventry City. Anotó su primer gol para las águilas el 13 de septiembre de 2011, contra el Wigan Athletic en la League Cup.
Durante la temporada 2013-14, la temporada que el Crystal Palace regresó a la Premier League, Williams registró nueve encuentros en la liga. 
El 27 de febrero de 2014 se fue a préstamo al Ipswich Town por un mes.
Williams regresó a préstamo al Ipswich el 29 de septiembre de 2014. A principios de noviembre sufrió una lesión en la ingle. Regresó al Palace en enero de 2015.
Para el 10 de septiembre de 2015 estuvo a préstamo en el Nottingham Forest, pero regresó antes para cubrir al primer equipo por las lesiones.
El 22 de enero de 2016, Williams se unió al Milton Keynes Dons por un préstamo de emergencia por 93 días.
El jugador regresó al Ipswich Town a préstamo por toda la temporada 2016-17 el 31 de agosto de 2016.
Firmó una extensión de contrato con el Crystal Palace en junio de 2017.
El 31 de agosto de 2017, se anunció su préstamo al Sunderland por toda la temporada 2017-18.
Finalmente, el 4 de enero de 2019, se desvinculó del Crystal Palace y firmó por 6 meses con el Charlton Athletic.
El 1 de febrero de 2021 se marchó al Cardiff City F. C., reencontrándose así con Mick McCarthy que ya lo había dirigido en Ipswich, donde estuvo hasta final de temporada. En agosto inició una nueva etapa en el Swindon Town F. C.
Después de un par de años en Swindon, en junio de 2023 fichó por el Gillingham F. C.

## Selección nacional
El 22 de marzo de 2013 debutó con la selección de Gales en la victoria por 2-1 ante Escocia.

## Estadísticas

### Clubes
Actualizado al 28 de agosto de 2018.
| Club                                          | Div.          | Temporada     | Liga  | Liga  | FA Cup | FA Cup | League Cup | League Cup | Otras | Otras | Total | Total |
| Club                                          | Div.          | Temporada     | Part. | Goles | Part.  | Goles  | Part.      | Goles      | Part. | Goles | Part. | Goles |
| Crystal Palace Inglaterra                     |               |               |       |       |        |        |            |            |       |       |       |       |
| 2.ª                                           | 2011-12       | 14            | 0     | 0     | 0      | 4      | 1          | -          | -     | 18    | 1     |       |
| 2.ª                                           | 2012-13       | 29            | 0     | 2     | 0      | 1      | 0          | 3(1)       | 0     | 35    | 0     |       |
| 1.ª                                           | 2013-14       | 9             | 0     | 1     | 0      | 1      | 0          | -          | -     | 11    | 0     |       |
| 1.ª                                           | 2014-15       | 2             | 0     | 0     | 0      | 2      | 0          | -          | -     | 4     | 0     |       |
| 1.ª                                           | 2015-16       | 1             | 0     | -     | -      | 0      | 0          | -          | -     | 1     | 0     |       |
| 1.ª                                           | 2018-19       | 0             | 0     | 0     | 0      | 1      | 0          | -          | -     | 1     | 0     |       |
| Total club                                    | Total club    | 55            | 0     | 3     | 0      | 9      | 1          | 3          | 0     | 70    | 1     |       |
| Ipswich Town (préstamo) Inglaterra            |               |               |       |       |        |        |            |            |       |       |       |       |
| 2.ª                                           | 2013-14       | 13            | 1     | -     | -      | -      | -          | -          | -     | 13    | 1     |       |
| 2.ª                                           | 2014-15       | 7             | 1     | -     | -      | -      | -          | 0          | 0     | 7     | 1     |       |
| Total club                                    | Total club    | 20            | 2     | -     | -      | -      | -          | 0          | 0     | 20    | 2     |       |
| Nottingham Forest (préstamo) Inglaterra       |               |               |       |       |        |        |            |            |       |       |       |       |
| 2.ª                                           | 2015-16       | 10            | 0     | -     | -      | -      | -          | -          | -     | 10    | 0     |       |
| Total club                                    | Total club    | 10            | 0     | -     | -      | -      | -          | -          | -     | 10    | 0     |       |
| Milton Keynes Dons (préstamo) Inglaterra      |               |               |       |       |        |        |            |            |       |       |       |       |
| 2.ª                                           | 2015-16       | 13            | 0     | 1     | 0      | -      | -          | -          | -     | 14    | 0     |       |
| Total club                                    | Total club    | 13            | 0     | 1     | 0      | -      | -          | -          | -     | 14    | 0     |       |
| Ipswich Town (préstamo) Inglaterra            |               |               |       |       |        |        |            |            |       |       |       |       |
| 2.ª                                           | 2016-17       | 8             | 0     | -     | -      | -      | -          | -          | -     | 8     | 0     |       |
| Total club                                    | Total club    | 8             | 0     | -     | -      | -      | -          | -          | -     | 8     | 0     |       |
| Sunderland (préstamo) Inglaterra              |               |               |       |       |        |        |            |            |       |       |       |       |
| 2.ª                                           | 2017-18       | 12            | 1     | 0     | 0      | 1      | 0          | -          | -     | 13    | 1     |       |
| Total club                                    | Total club    | 12            | 1     | 0     | 0      | 1      | 0          | -          | -     | 13    | 1     |       |
| Total carrera                                 | Total carrera | Total carrera | 118   | 3     | 4      | 0      | 9          | 1          | 3     | 0     | 134   | 4     |
| (1) Incluye Play offs de la EFL Championship. |               |               |       |       |        |        |            |            |       |       |       |       |

### Selección nacional
Actualizado al 9 de octubre de 2017.
| Selección | Año   | P J | Gol |
| --------- | ----- | --- | --- |
| Gales     | 2013  | 4   | 0   |
| Gales     | 2014  | 3   | 0   |
| Gales     | 2015  | 2   | 0   |
| Gales     | 2016  | 7   | 0   |
| Gales     | 2017  | 1   | 0   |
| Total     | Total | 17  | 0   |